# Klątwa upadłych aniołów
Klątwa upadłych aniołów – brytyjski serial emitowany w latach 2004–2005. Serial w Polsce zadebiutował w TV4 29 listopada 2005 roku.
Opowiada o klasycznej walce dobra ze złem. Główna bohaterka Cassandra mieszkająca w internacie daleko od domu, pewnego dnia uświadomi sobie, że obdarzona jest niesamowitymi zdolnościami. Początkowo dziewczyna jest przerażona siłami które posiada, jednak z czasem uczy się jak nad nimi panować.

## Obsada
- Christina Cole – Cassandra „Cassie” Hughes
- Jemima Rooper – Thelma Bates
- Roger Barclay – młody ksiądz
- Laura Pyper – Ella Dee
- Daniel Casey – dr Garrett
- Michael Fassbender – Azazeal
- Nicolas Chagrin – Sir Ralph Cavendish
- Alan Ruscoe – Baraquel
- Anna Wilson-Jones – Jo Watkins
- Leon Ford – Max Rosen
- Stephen Humby – Carl
- Colin Salmon – David Tyrel
- Joe Beattie – Malachi
- Jemima Abey – Alex
- Joseph Morgan – Troy
- Jamie Davis – Leon
- Amber Sainsbury – Roxanne Davenport
- Zoe Tapper – Gemma
- Grant Parsons – dr Surtees (gościnnie)
- Laura Donnelly – Maya Robertson (gościnnie)